# Попово (железопътна гара)
Железопътна гара Попово е железопътна гара, обслужваща град Попово. Разположена е на жп линията София – Варна. До нея има осигурен автобусен транспорт, потеглящ от автогарата на града.

## История
Основите й са положени през 1898 г., а тържественото й откриване е през 1899 г. в присъствието на княз Фердинанд I. Гаровото здание, издигнато в рамките на града, по-късно било съборено и през 1938 г. се изгражда ново здание на гарата. При удвояването и електрифицирането на железопътната линия нейното трасе се коригира и гарата се измества южно от гр. Попово. Новата сграда е построена през 1990 г., където се намира и до днес.